# William C. Cramer
William Cato Cramer Sr. (ur. 4 sierpnia 1922 w Denver, zm. 18 października 2003 w South Pasadena) – amerykański polityk, członek Partii Republikańskiej.

## Działalność polityczna
Od 1950 do 1952 zasiadał w stanowej Izbie Reprezentantów Florydy. W okresie od 3 stycznia 1955 do 3 stycznia 1963 przez cztery kadencje był przedstawicielem 1. okręgu, następnie do 3 stycznia 1967 przez dwie kadencje przedstawicielem nowo utworzonego 12. okręgu, a od 3 stycznia 1967 do 3 stycznia 1971 przez dwie kadencje przedstawicielem 8. okręgu wyborczego w stanie Floryda w Izbie Reprezentantów Stanów Zjednoczonych.